# ブリアンソン
ブリアンソン（フランス語: Briançon）は、フランス、オート＝アルプ県の人口1万人ほどのコミューンで郡庁所在地（sous-préfecture）である。海抜1,350メートルのところにある町で、ヨーロッパで最も高地にある市であるとされる。
17世紀にオーストリアの侵攻に備えるためにセバスティアン・ル・プレストル・ド・ヴォーバンによって建設された城砦都市から発展した。市の囲む山の中にも多くの城砦が建てられた。ブリアンソンはエクラン国立公園の近傍に位置する。後にヴォーバンの防衛施設群のひとつとして世界遺産に登録された。
交通の便は不便である。2010年代後半、フランス国鉄がパリを発着する寝台列車を次々と廃止した際にも、代替交通機関が乏しいとしてパリとブリアンソンを結ぶ列車は廃止を免れた。

## 姉妹都市
- ローゼンハイム、ドイツ
- スーザ、イタリア